# Anaphyllopsis
Anaphyllopsis A. Hay – rodzaj rzadkich, wieloletnich roślin zielnych, geofitów ryzomowych, należący do rodziny obrazkowatych, obejmujący trzy gatunki, występujące w północnej Ameryce Południowej, od Wenezueli do Surinamu i północnej Brazylii, gdzie zasiedlają bagna i brzegi rzek.

## Morfologia
PokrójRośliny zielne występujące pojedynczo.
ŁodygaWzniesione, podziemne kłącze.
LiścieRośliny tworzą pojedynczy liść właściwy (rzadko dwa), na brodawkowatym ogonku, o oszczepowatej do pierzastej blaszce.
KwiatyRośliny jednopienne, tworzące pojedynczy (rzadko dwa) kwiatostan typu kolbiastego pseudancjum. Szypułki podobne do ogonków liściowych. Pochwa kwiatostanu błoniasta, zwinięta w dolnej części, powyżej spiralnie skręcona. Kolba osadzona na trzonku przyrastającym do pochwy. Kwiaty obupłciowe z 4 listkami okwiatu, taką samą liczbą pręcików i pojedynczą, jednokomorową zalążnią, zawierającą jeden lub dwa kampylotropowe zalążki powstające z bazalnego łożyska.
OwoceJagody odwrotnie piramidalne do jajowatych, czerwonawe. Nasiona zgrubiałe na biegunie chalazalnym, kampylotropowe.
Gatunki podobnePrzedstawiciele rodzaju Dracontioides, od których różnią się spiralnie skręconymi pochwami kwiatostanu, pojedynczymi liśćmi właściwymi i jednokomorowymi zalążniami.

## Systematyka
Pozycja rodzaju według Angiosperm Phylogeny Website (aktualizowany system APG IV z 2016)Należy do podrodziny Lasioideae, rodziny obrazkowatych (Araceae), rzędu żabieńcowców (Alismatales) w kladzie jednoliściennych (ang. monocots).
Gatunki
- Anaphyllopsis americana (Engl.) A.Hay
- Anaphyllopsis cururuana A.Hay
- Anaphyllopsis pinnata A.Hay